# Imperial Congregation
Imperial Congregation — десятый студийный альбом норвежской дэт-метал-группы Blood Red Throne, выпущенный 8 октября 2021 года на лейбле Nuclear Blast.

## Об альбоме
Гитарист Даниэль Олайсен рассказывает: «„Itika“ — это первая песня, написанная для альбома, и она чертовски тяжёлая. Здесь происходит нечто реально очень классное с ритмами и несколько футуристическими соло. Она выделяется среди остальных треков на диске также и тем, что повествует об извращённой, больной любви. Некий парень-некрофил жаждет заполучить сексуальный труп, который, конечно, продолжает его полностью игнорировать. И этот некрофил хочет быть достаточно хорошим или достаточно мёртвым, чтобы в конце концов заполучить вожделенное тело».
9 июля 2021 года было выпущено лирик-видео на песню Itika.
Альбом занял 50 место в списке «50 лучших метал-альбомов 2021 года» по версии портала metal.de.
| Оценки критиков | Оценки критиков |
| Источник        | Оценка          |
| --------------- | --------------- |
| Metal.de        | [ 6 ]           |
| Rock Hard       | [ 7 ]           |

## Список композиций
| №                   | Название                | Длительность |
| ------------------- | ----------------------- | ------------ |
| 1.                  | «Imperial Congregation» | 4:26         |
| 2.                  | «Itika»                 | 4:19         |
| 3.                  | «Conquered Malevolence» | 4:45         |
| 4.                  | «Transparent Existence» | 4:22         |
| 5.                  | «Inferior Elegance»     | 3:45         |
| 6.                  | «We All Bleed»          | 3:53         |
| 7.                  | «6:7»                   | 4:21         |
| 8.                  | «Consumed Illusion»     | 4:04         |
| 9.                  | «Hero-Antics»           | 4:57         |
| 10.                 | «Zarathustra»           | 7:01         |
| Общая длительность: | Общая длительность:     | 45:53        |

## Участники записи
- Фредди Больсё — ударные
- Даниэль «Død» Олайсен — гитара
- Ингве «Bolt» Кристиансен — вокал
- Стиан Гундерсен — бас-гитара